# Мандаринова змия
Мандариновата змия (Euprepiophis mandarinus) е вид змия от семейство Смокообразни (Colubridae).

## Разпространение
Видът е разпространен във Виетнам, Индия (Аруначал Прадеш), Китай (Анхуей, Гансу, Гуандун, Гуанси, Гуейджоу, Джъдзян, Дзянси, Дзянсу, Ляонин, Пекин, Съчуан, Тибет, Тиендзин, Фудзиен, Хайнан, Хубей, Хунан, Хъбей, Хънан, Чунцин, Шанси, Шанхай, Шънси и Юннан), Лаос, Мианмар, Провинции в КНР и Тайван.